# Adolf Gottstein

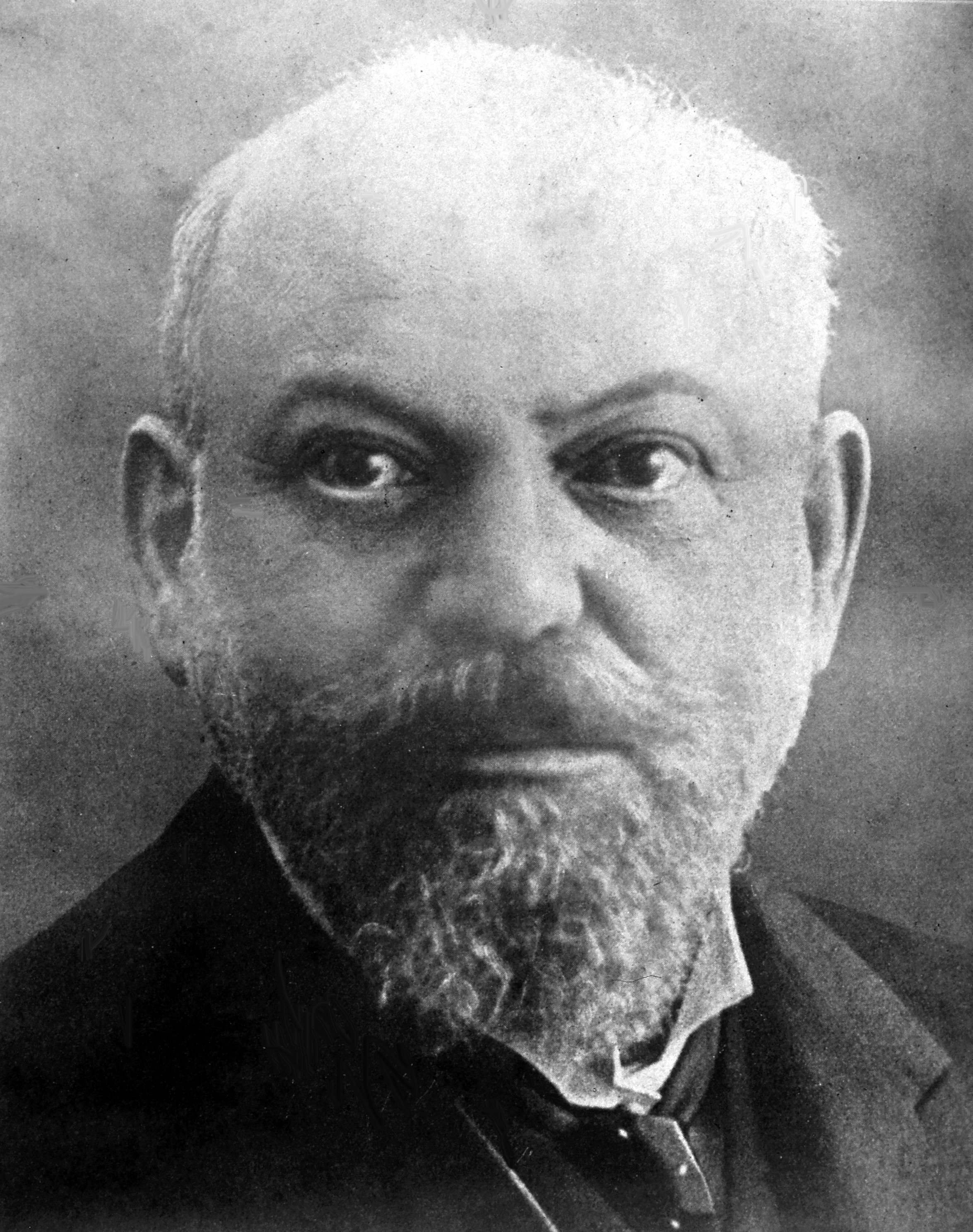
Adolf Gottstein, 1930er Jahre

Adolf Gottstein (* 2. November 1857 in Breslau; † 3. März 1941 in Berlin) war ein deutscher Arzt, Epidemiologe, Sozialhygieniker und Gesundheitspolitiker.

## Leben
Adolf Gottstein war ein Sohn des Breslauer Kaufmanns Emanuel Gottstein (1825–1882) und dessen Ehefrau Rose Behrend (1838–1922). Leo Gottstein war sein Bruder.
Nach Besuch des humanistischen Gymnasiums in Breslau studierte er in Breslau, Straßburg und Leipzig Medizin. Dort promovierte er auch 1881 mit einer Dissertation Über marantische Thrombose. Daran schloss sich ein einjähriger Militärdienst an. 1875 wurde er Mitglied der Alten Breslauer Burschenschaft der Raczeks. Ab 1882 wirkte er als Assistenzarzt am städtischen Wenzel-Hancke Krankenhaus in Breslau. Mit der Übersiedlung nach Berlin unterhielt er von 1884 bis 1911 eine privatärztliche Praxis. In seiner Freizeit widmete er sich der Erforschung bakteriologischer Probleme und arbeitete dazu in den Laboratorien des Pathologen Carl Friedländer, des Pharmakologen Oscar Liebreich und des Bakteriologen Robert Koch. Später wandte er sich epidemiologischen und medizinstatistischen Studien sowie sozialhygienischen Fragen zu. Seine wissenschaftlichen Ergebnisse fanden in zahlreichen Schriften, Sammelwerken und Zeitschriftenbeiträgen ihren Niederschlag. 1897 betonte er gemäß Aschoff/Diepgen bei seinen epidemiologischen Studien die Bedeutung der erworbenen Disposition.
Im Jahr 1906 wurde er zum unbesoldeten Stadtrat, 1911 zum besoldeten Stadtmedizinalrat von Charlottenburg berufen. 1905 wurde er zum Sanitätsrat, 1914 zum Geheimen Sanitätsrat ernannt. 1919 (bis 1924) trat er als Ministerialdirektor im Preußischen Ministerium für Volkswohlfahrt als Nachfolger von Martin Kirchner an die Spitze der preußischen Medizinalverwaltung. Im Jahr 1925 wurde er zum Mitglied der Leopoldina gewählt.

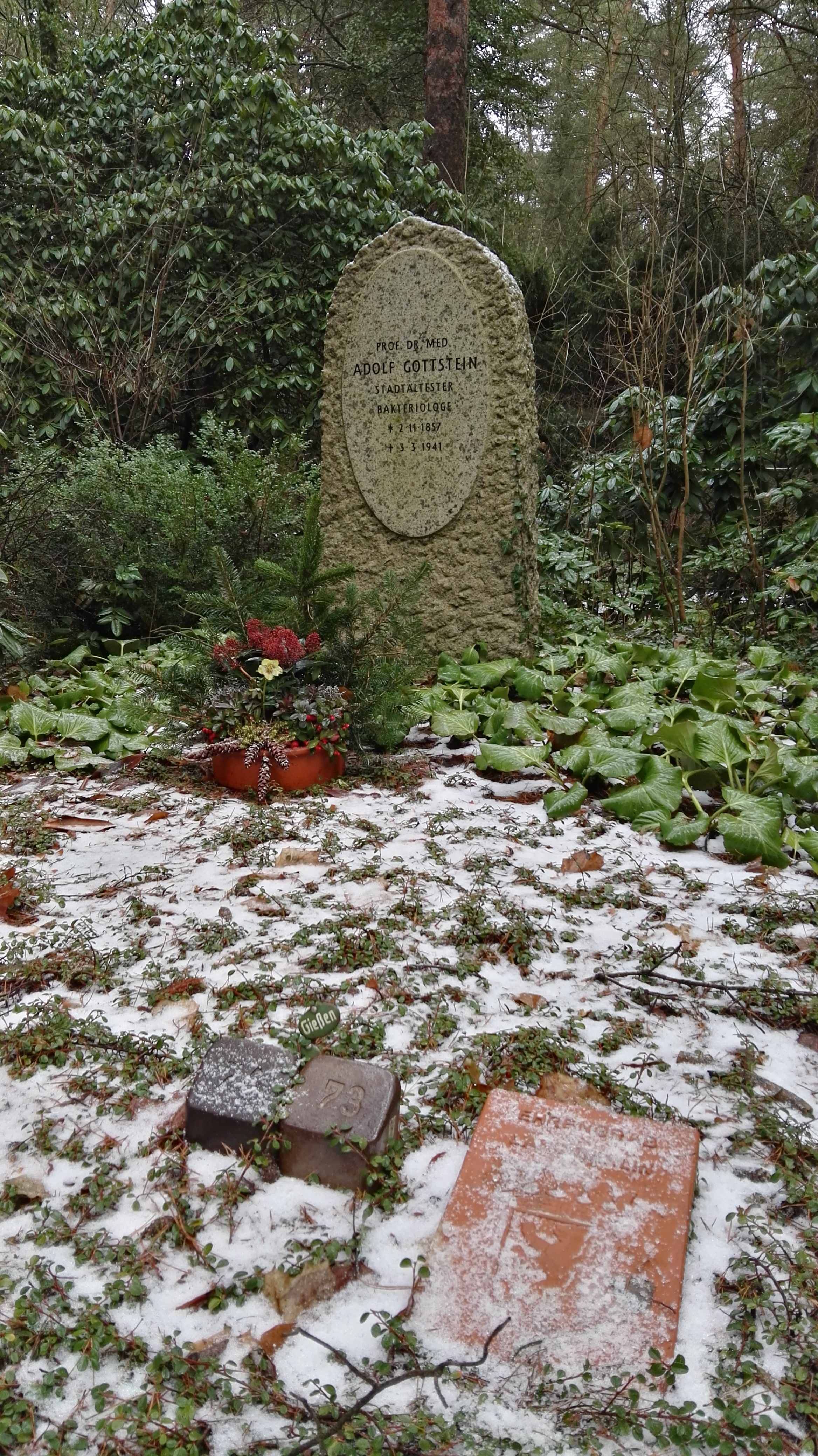
Grabstätte

Hier entfaltete er auf allen Gebieten der Gesundheitspolitik fortschrittliche Aktivitäten. Seiner Initiative sind das Hebammen-, Tuberkulose- und Krüppelfürsorgegesetz, die Gründung des Preußischen Landesgesundheitsrates sowie die Schaffung der Akademien für Sozialhygiene in Breslau, Charlottenburg und Düsseldorf für die Ausbildung von Ärzten des öffentlichen Gesundheitswesens zu verdanken.
Weiterhin wurde er 1905 Mitbegründer der Gesellschaft für soziale Medizin, Hygiene und Medizinalstatistik und 1926 der Zeitschrift für das gesamte Krankenhauswesen. Mit Alfred Grotjahn, Arthur Schlossmann und Ludwig Teleky gilt er als Begründer der Sozialhygiene. Für seine Verdienste wurde er 1918 als Titular-Professor und 1924 mit dem Titel Stadtältester von Berlin geehrt.
Nach der Machtübernahme der Nationalsozialisten 1933 musste er aus rassengesetzlichen Gründen alle Ehrenämter niederlegen.
Seine letzte Ruhestätte befindet sich auf dem Südwestkirchhof in Stahnsdorf, südwestlich von Berlin. Sein Grab ist als Ehrengrab der Stadt Berlin gewidmet.

## Schriften (Auswahl)
- Die Verwerthung der Bacteriologie in der klinischen Diagnostik. Berlin 1887.
- Immunität, Infektionstheorie und Diphtherie-Serum. Drei kritische Aufsätze. Berlin 1894. (mit C. L. Schleich)
- Epidemiologische Studien über Diphtherie und Scharlach. Berlin 1895.
- Allgemeine Epidemiologie. Leipzig 1897.
- Die erworbene Immunität bei den Infectionskrankheiten des Menschen. Berlin 1897.
- Geschichte der Hygiene im 19. Jhdt. Berlin 1901.
- Die Periodizität der Diphtherie und ihre Ursachen. Berlin 1903.
- Die soziale Hygiene, ihre Methoden, Aufgaben und Ziele. Leipzig 1907.
- Einführung in das Studium der sozialen Medizin. In: Deutsche Klinik am Eingang des 20. Jh. Fortschritte der dt. Klinik. 3 (1913), S. 415–592.
- Die gesundheitliche Kleinkinderfürsorge und der Krieg. Leipzig/Berlin 1917.
- Sozialärztliches Praktikum; ein Leitfaden für Verwaltungsmediziner, Kreiskommunalärzte, Schulärzte, Säuglingsärzte, Armen- und Kassenärzte. Berlin 1918. (mit Gustav Tugendreich, A.Gastpar u. a.)
- Volksspeisung, Schulkinderspeisung, Notstandsspeisung, Kassenspeisung. In: Weyl’s Handbuch der Hygiene. Erg.-Bd. Soziale Hygiene, Abt.2, 2.A., Leipzig 1918.
- Die neue Gesundheitspflege. Leipzig 1920.
- Krankheit und Volkswohlfahrt. Berlin 1920.
- Das Heilwesen der Gegenwart. Gesundheitslehre und Gesundheitspolitik. Berlin 1924.
- Handbuch der sozialen Hygiene und Gesundheitsfürsorge. 6 Bde.,Berlin 1925–1927. (mit A.Schlossmann u. L. Teleky)
- Adolf Gottstein. [Autobiographie], in: L. R. Grote (Hrsg.): Die Medizin der Gegenwart in Selbstdarstellungen. Band IV, Leipzig 1925, S. 53–91.
- Schulgesundheitspflege. Leipzig 1926.
- Die medizinische Statistik. In: Handbücherei der Staatsmedizin. Band 14 u. 15, Berlin 1928, S. 206–271.
- Die Lehre von den Epidemien. Berlin 1929.
- Handbücherei für das gesamte Krankenhauswesen. 7 Bde., Berlin 1930. (Hrsg.)
- Allgemeine Epidemiologie der Tuberkulose. Berlin 1931.
- Krankenhausbetrieb 1926–1930. Berlin 1932. (mit Wilhelm Hoffmann)
- Epidemiologie – Grundbegriffe und Ergebnisse. Leipzig / Wien 1937.
- Epidemiologia general de la tuberculosis. Madrid 1943.